# The Killers (grup)
The Killers és un grup de rock indie originari de Las Vegas, Estats Units. Es va formar el 2002 després que Brandon Flowers veiés un recital d'Oasis a l'hotel Hard Rock, a l'abril d'aquell any. Llur primer disc, Hot Fuss és un èxit internacional. A l'octubre de 2006 van llançar un segon àlbum, Sam's Town. Se la considera una de les principals bandes del segle xxi.
Els membres de la banda són:
- Brandon Flowers – vocalista i teclat
- David Brent «Dave» Keuning – guitarra
- Mark Stoermer – baix
- Ronald «Ronnie» Vannucci Jr. – bateria

## Història
El 2001, Brandon Flowers va abandonar la seva banda de pop sintètic, Blush Response, després que rebutgés traslladar-se a Los Angeles a Califòrnia. Després d'això, va respondre a un anunci al setmanari Las Vegas Weekly posat per David Keuning per formar una banda inspirada en Oasis, The Cure, New Order i The Smiths. Després de conèixer-se, van decidir armar la banda i, després d'algunes audicions, van triar Ronnie Vannucci i Mark Stoermer com a bateria i com a baix, respectivament. El nom de la banda s'origina en el nom d'una banda de ficció que apareix al video de Crystal, una cançó de New Order.

### Hot Fuss
Progressivament, la banda va començar a guanyar adeptes, especialment al Regne Unit on van llançar el disc Hot Fuss, el 7 de juny de 2004, produït pel segell independent Lizard King Records. El 15 de juny següent ho van fer als Estats Units sota el segell Island Records. A final del mateix any van llançar l'obra també a França i Japó.
«Somebody Told Me», el seu primer single, va arribar els primers llocs als rànkings britànics. La segona cançó, «Mr. Brightside», va entrar immediatament al Top 10 del Regne Unit, igual que «All These Things That I've Done». En el rellançament de «Somebody Told Me», van obtenir el tercer lloc en els rànkings. La gran acceptació de The Killers a Gran Bretanya es deu a la important influència de música d'aquest país de la dècada dels 80, particularment new wave. És més, Brandon Flowers canta, ocasionalment, amb accent britànic. The Killers han aparegut com a convidats en diversos programes de televisió: l'1 de desembre de 2004 van participar en «Late Night with Conan O'Brien», l'endemà van participar en un capítol de la sèrie de televisió The O.C. i el 15 de gener de 2005 van tocar en Saturday Night Live, entre altres presentacions. Van participar a més en el Festival de Glastonbury 2005, substituint a Kylie Minogue després que ella s'internés per a tractar el seu càncer. Tot i que es creia que tindrien poc èxit per ser una banda nova, la seva excel·lent presentació va provocar un dels més aplaudits concerts de l'esdeveniment. El 2 de juliol, The Killers es va presentar en el Live 8 (sent homenatjats pel mateix Robbie Williams al cantar en el seu show la frase «I've got soul but I'm not a soldier», que pertany al tema «All These Things That I've Done") i el dia 9 ho van fer a Balado, Escòcia, on van tocar «Crystal» al costat de New Order, la cançó que li va donar nom al grup. També van participar, a Viena, a la gira europea Vertigo de la banda irlandesa U2, i més tard, el 5 de novembre de 2005, Brandon Flowers va interpretar al costat de Bono el tema «In A Little While» durant un concert realitzat en Las Vegas.

### Sam's Town
El 2 d'octubre de 2006, The Killers van llançar el seu segon disc anomenat «Sam's Town», titulat així en honor d'un tradicional hotel casino de Las Vegas. El disc va sortir en primer lloc al Regne Unit, i l'endemà ho va fer als Estats Units. Durant la primera setmana se'n van vendre més de 700.000 còpies. Flowers va comentar que el disc seria «el millor dels últims vint anys» i les crítiques rebudes han variat: des de l'aprovació fins al complet rebuig. El primer single va ser «When you were young», que va ser posat a la venda via descàrregues, i va arribar al 5è lloc a nivell nord-americà i al 2n al rànking britànic. El segon single va ser «Bones», que compta amb un vídeo creat pel director Tim Burton. El tercer senzill és «Read My Mind», el vídeo del qual (dirigit per Diane Martel) va ser gravat al Japó i es va estrenar el 8 de febrer de 2007. El darrer fou «For reasons unknown». La banda va gravar, a més, una versió de «Shadowplay» de Joy Division per a la pel·lícula «Control» basada en la vida d'Ian Curtis i «Move Away» per a la pel·lícula Spider-man 3.
A final del mateix any, van col·laborar amb la campanya (RED) de Bono, amb una cançó nadalenca: «A Great Big Sled», produïda per Alan Moulder i en la qual va participar la seva esposa, Toni Halliday, de Curve. Els ingressos de la qual van ser lliurats íntegrament a la campanya de Bono a favor de la lluita contra la SIDA als països del tercer món.

### Sawdust
El 9 de novembre de 2007 el grup va llançar un àlbum recopilatori anomenat «Sawdust». El disc conté cares B, rareses i alguna cançó nova. L'àlbum conté tres versions: «Ruby, Don't Take Your Love to Town» (Kenny Rogers and The First Edition), «Romeo and Juliet» (Dire Straits) i «Shadowplay» (Joy Division). Aquest darrera versió va ser el primer senzill del disc, mentre que el segon va ser la cançó «Tranquilize», una col·laboració amb Lou Reed. Aquell mateix any van treure el senzill nadalenc benèfic «Don't Shoot Me Santa».

### Day & Age
El tercer àlbum d'estudi, anomenat Day & Age, va sortir a la venda el 24 de novembre de 2008 al Regne Unit i el 25 de novembre de 2008 a Amèrica del Nord. Va ser el tercer àlbum del grup en situar-se al número 1 de les llistes britànica i irlandesa. El primer senzill, «Human», va sortir el 22 de setembre, i va arribar al número 1 a l'Estat Espanyol i Noruega, així com al top 10 en molts altres països. El segon senzill, «Spaceman», va tenir un èxit notable. El Nadal de 2008 The Killers van llançar el senzill nadalenc benèfic «Joseph, Better You Than Me», una col·laboració amb els cantants Elton John i Neil Tennant dels Pet Shop Boys. Durant el 2009 van llançar els senzills «The World We Live In» i «A Dustland Fairytale», tercer i quart senzill del disc Day & Age, respectivament.
Els dies 5 i 6 de juliol de 2009 The Killers van gravar a Londres el seu primer DVD en directe, que porta per títol Live From The Royal Albert Hall i que va sortir a la venda el novembre del mateix any. El grup va compondre la cançó «A White Demon Love Song» per a la banda sonora de la pel·lícula Lluna Nova, i el desembre de 2009, com han fet des de 2006, van llançar un senzill nadalenc benèfic, una col·laboració amb els grups Wild Light i The Bronx que porta per títol «¡Happy Birthday Guadalupe!"

### Battle Born
És el quart àlbum d'estudi del grup de rock nord-americà, publicat el 18 de setembre de 2012 produït per Vertigo Records.

### Wonderful Wonderful
És el cinquè àlbum d'estudi del grup de rock nord-americà, publicat el 2017 produït per Island Records.

### Imploding the Mirage
És el sisè àlbum d'estudi del grup de rock nord-americà, publicat el 2020 produït per Island Records als Estats Units d'Amèrica i internacionalment per EMI.

## Discografia
- Hot Fuss (2004)
- Sam's Town (2006)
- 2007 - Sawdust (2007)
- Day & Age (2008)
- Battle Born (2012)
- Wonderful Wonderful (2017) Island Records
- Imploding the Mirage (2020) Island Records

## Videografia
Hot Fuss
- Mr. Brightside - Versió per al Regne Unit, dirigit per Brian i Brad Palmer
- Somebody Told Me - Dirigit per Brett Simon
- All These Things that I've Done - Versió pr al Regne Unit, dirigit per Alexander Hemming i Kristy Gunn
- Mr. Brightside - Segona versió; dirigit per Sophie Muller
- Smile Like You Mean It - Versió per al Regne Unit, dirigit per Chris Hopewell
- All These Things that I've Done - Segona versió; dirigit per Anton Corbijn

Sam's Town
- When You Were Young - Dirigit per Anthony Mandler
- Bones - Dirigit per Tim Burton
- Read my Mind - Dirigit per Diane Martel
- For Reasons Unknown - Alan Moulder

Sawdust
- Tranquilize - Dirigit per Anthony Mandler
- Shadowplay - Dirigit per Spencer Kaplan i Jonathan V. Sela

Day & Age
- Human - Dirigit per Daniel Drysdale
- Spaceman - Dirigit per Ray Tintori
- The World We Live In - Dirigit per Daniel Drysdale
- A Dustland Fairytale - Dirigit per Anthony Mandler
- Goodnight, Travel Well - Vídeo dirigit per David Slade i utilitzat per UNICEF, MTV EXIT (End Exploitation and Trafficking) i la US Agency for International Development per conscienciar la població sobre l'explotació sexual.

Battle Born
- Runaways
- Miss Atomic Bomb - Dirigit per Giorgio Testa

Senzills nadalencs
- A Great Big Sled - Dirigit per Stephen Penta
- Don't Shoot Me Santa - Dirigit per Matthew Gray Gubler
- Joseph, Better You Than Me - Dirigit per Daniel Drysdale i Tyler Trautman
- ¡Happy Birthday Guadalupe! - Dirigit per Chris Callister

## Senzills
- 2004 - Somebody Told Me
- 2004 - Mr. Brightside
- 2005 - Smile Like You Mean It (Tan sols a Regne Unit i Austràlia)
- 2005 - All These Things That I've Done
- 2006 - When You were young
- 2006 - Bones
- 2006 - A Great Big Sled (amb Toni Halliday)
- 2007 - Read My Mind
- 2007 - For Reasons Unknown
- 2007 - Shadowplay
- 2007 - Tranquilize (amb Lou Reed)
- 2007 - Don't Shoot Me Santa
- 2008 - Human
- 2008 - Spaceman
- 2008 - Joseph, Better You Than Me (amb Elton John i Neil Tennant)
- 2009 - The World We Live In
- 2009 - A Dustland Fairytale
- 2009 - ¡Happy Birthday Guadalupe! (amb Wild Light i The Bronx)
- 2012 - Runaways
- 2012 - Miss Atomic Bomb
- 2012 - Here with Me
- 2013 - Shot at the Night
- 2013 - Just Another Girl
- 2013 - Christmas in L.A.
- 2013 - Joel the Lump of Coal
- 2015 - Dirt Sledding
- 2016 - Peace of Mid
- 2016 - The Man
- 2017 - Run for Cover
- 2017 - Rut
- 2017 - Caution
- 2019 - Land of the Free
- 2020 - My Own Soul's Warning

## Guardons
Nominacions
- 2005: Grammy al millor àlbum de rock